# Cassedanneite
La cassedanneite è un minerale.